# Vorschusszins
Vorschusszinsen sind im Bankwesen die Bankgebühren, die ein Sparer dem kontoführenden Kreditinstitut zu entrichten hat, wenn er vor Fälligkeit über seine Spareinlage verfügen will.

## Allgemeines
Anders als die Sichteinlage ist die Spareinlage nicht täglich fällig und damit nicht täglich unbegrenzt verfügbar. Kreditinstitute können dem Sparer im Sparvertrag vielmehr das Recht einräumen, über einen Betrag von maximal 2000 € je Kalendermonat ohne vorherige Kündigung zu verfügen, sofern die Spareinlage eine Kündigungsfrist von 3 Monaten besitzt. Lassen die Kreditinstitute im Einzelfall eine Verfügung über einen höheren als den vereinbarten Betrag zu oder der Spareinlage liegt eine andere Kündigungsfrist zugrunde, werden Vorschusszinsen berechnet. Die Berechnung von Vorschusszinsen ist darauf zurückzuführen, dass eine Spareinlage nicht dem Zahlungsverkehr dient, sondern der Ansammlung von Vermögen, was jedoch bei häufigen Verfügungen nicht mehr unterstellt werden kann.
Bis zum 30. Juni 1993 bestand in § 22 Abs. 3 KWG (a. F.) sogar eine gesetzliche Regelung, wonach die Sollzinsen (Vorschusszinsen) die zu vergütenden Habenzinsen um mindestens ein Viertel übersteigen mussten. Die gesetzliche Verpflichtung zur Berechnung von Vorschusszinsen ist in § 21 Abs. 4 RechKredV nicht mehr aufrechterhalten worden, so dass die Höhe der Vorschusszinsen heute individuell vereinbart wird.
Der als Gebühr erhobene Vorschusszins beträgt einen im Vertrag bestimmten Bruchteil des vereinbarten Sparzinssatzes und wird für den Zeitraum berechnet, der bis zum Ende der Kündigungsfrist besteht. Wurde der Betrag nicht gekündigt, wird der Zeitraum auf die volle Kündigungsfrist angesetzt.
Zu unterscheiden ist die Kündigungsfrist von der Kündigungssperrfrist, bei der eine Kündigung für einen bestimmten Zeitraum gänzlich ausgeschlossen ist.

## Beispiel
Der Kunde bekommt auf eine Spareinlage mit 3-monatiger Kündigungsfrist 2 % p. a. Zinsen, der von der Bank festgesetzte Zinssatz für die Vorschusszinsen liegt bei 1/4 des Guthabenzinses (=0,5 % bei 2 % Guthabenzinses). Pro Monat hat er einen maximalen vorschusszinsfreien Betrag in Höhe von 2000 €.
Die Berechnung erfolgt wie die der Zinsen nach der Zinsrechnung (Zinsformel).
Die kann nach der sogenannten 90-Tage-Methode oder der taggenauen Methode erfolgen.
- Guthabenzins: ZHaben
- Vorschusszinssatz: Zvor
- Vorschusszinssatzfaktor: ivor
- vorschusszinsbelasteter Betrag:     K
- Laufzeit(in Tagen): t

{\displaystyle {\text{Vorschusszinsen}}={\frac {K_{\text{belastet}}\cdot (i_{\text{vor}}\cdot Z_{\text{Haben}})\cdot {\frac {t}{360\ {\text{Tage}}}}}{100\,\%}}={\frac {K_{\text{belastet}}\cdot Z_{\text{vor}}\cdot {\frac {t}{360\ {\text{Tage}}}}}{100\,\%}}}
(Wenn der vorschusszinsbelastete Betrag noch nicht bis zum Verrechnungsende ausgeglichen wird, fallen für den verbleibenden Betrag bis zum Ende des nächsten Verrechnungsendes erneut Vorschusszinsen an. Im Beispiel gilt dies für einen Betrag über 4.000 €!)
Im Beispiel hier wird mit der 90-Tage-Methode gerechnet:
Ein Kunde hat auf seinem Sparbuch mit einem vereinbarten Zinssatz von 2,0 % 4.500 €.
Nachdem das Geld 2 Monate ohne Verfügung gelegen hat, möchte er am 17. Juni 2.500 € (ohne Kündigung) abheben.
Die Bank berechnet also für 500 € Vorschusszinsen. Da dem Kunden allerdings im Juli erneut eine Freigrenze von 2.000 € zusteht, werden diese 500 € nur für den Rest des Monats der Auszahlung berechnet:
{\displaystyle {\text{Vorschusszinsen}}={\frac {500\ {\text{EUR}}\cdot 0{,}5\,\%\cdot {\frac {14\ {\text{Tage}}}{360\ {\text{Tage}}}}}{100\,\%}}=0{,}10\ {\text{EUR}}}
Im nächsten Monat ist zu beachten, dass lediglich 1.500 € Freibetrag übrig sind, da schon 500 € Freigrenze im Juni verbraucht wurden.
Manche Banken bzw. Sparkassen berücksichtigen bei der Berechnung nicht, dass im nächsten Monat erneut eine Freigrenze von 2.000 € anfällt, und rechnen somit generell mit 90 Tagen:
{\displaystyle {\text{Vorschusszinsen}}={\frac {500\ {\text{EUR}}\cdot 0{,}5\,\%\cdot {\frac {90\ {\text{Tage}}}{360\ {\text{Tage}}}}}{100\,\%}}=0{,}63\ {\text{EUR}}}

## Sonstiges
Da die Vorschusszinsen wie normale Zinsen berechnet werden, handelt es sich beim Vorschusszins genau genommen nicht um eine Gebühr, sondern um einen laufzeitabhängigen Strafzins, der auf einen Auszahlungsvorschuss zu entrichten ist.